# Losine
Losine is een gemeente in de Italiaanse provincie Brescia (regio Lombardije) en telt 524 inwoners (31-12-2004). De oppervlakte bedraagt 6,3 km², de bevolkingsdichtheid is 85 inwoners per km².

## Demografie
Losine telt ongeveer 222 huishoudens. Het aantal inwoners daalde in de periode 1991-2001 met 5,0% volgens cijfers uit de tienjaarlijkse volkstellingen van ISTAT.
| Jaar | Inwoneraantal |
| ---- | ------------- |
| 1991 | 537           |
| 2001 | 510           |

## Geografie
Losine grenst aan de volgende gemeenten: Braone, Breno, Cerveno, Malegno, Niardo.

## Externe link

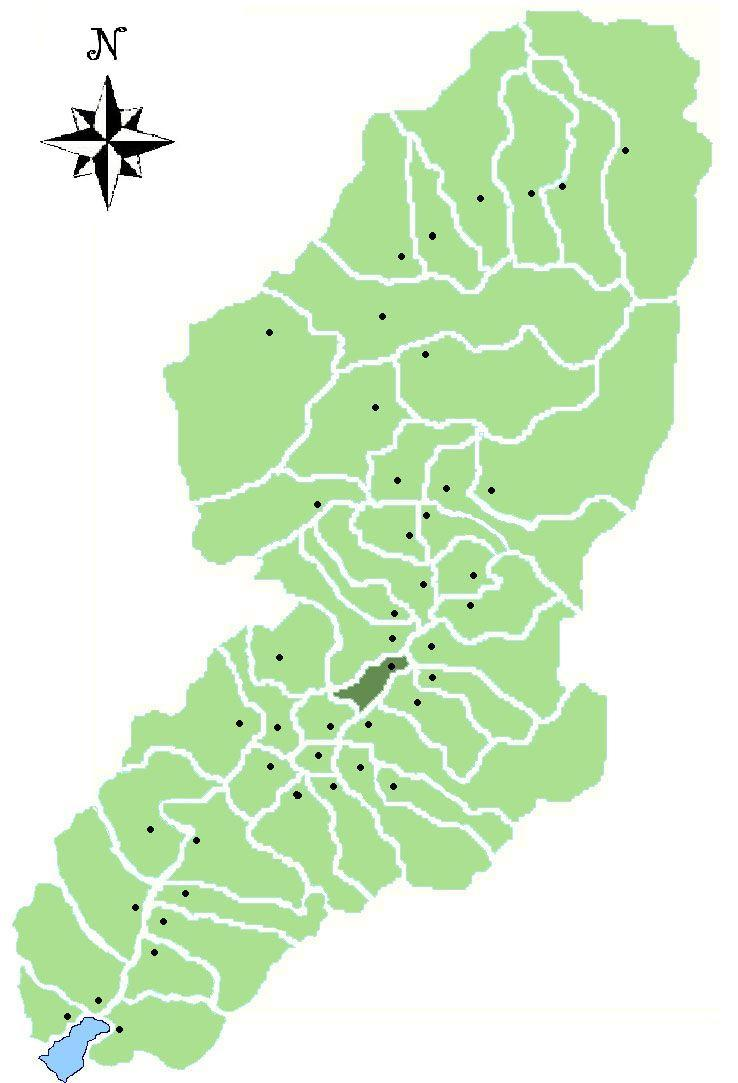
Losine's land in Valle Camonica